# Lijst van fantasyfilms
Dit is een chronologische lijst van fantasyfilms.

## 1900-1950
- 1901 La chrysalide et le papillon d'or
- 1901 L'Homme à la tête de caoutchouc

- 1916 Civilization
- 1924 The Thief of Bagdad
- 1932 Vampyr
- 1933 Alice in Wonderland
- 1933 King Kong
- 1933 The Son of Kong
- 1935 Scrooge
- 1939 Gulliver's Travels
- 1939 The Wizard of Oz
- 1940 Fantasia
- 1940 Pinocchio
- 1943 The Adventures of Baron Munchausen
- 1946 La Belle et la Bête
- 1949 Orphée

## 1950-1980
- 1951 Alice in Wonderland
- 1953 Peter Pan
- 1954 King Kong vs. Godzilla
- 1957 Un amour de poche
- 1958 The 7th Voyage of Sinbad
- 1963 Jason and the Argonauts
- 1963 The Sword in the Stone
- 1967 King Kong Escapes
- 1971 Fritz the Cat
- 1971 Willy Wonka and the Chocolate Factory
- 1972 Alice's Adventures in Wonderland
- 1973 Repelsteeltje
- 1974 Captain Kronos - Vampire Hunter
- 1974 The Golden Voyage of Sinbad
- 1975 Monty Python and the Holy Grail
- 1976 King Kong
- 1977 Star Wars: Episode IV: A New Hope
- 1978 The Lord of the Rings
- 1978 Pinkeltje
- 1978 The Star Wars Holiday Special

## 1980-1990
- 1980 Star Wars: Episode V: The Empire Strikes Back
- 1981 Clash of the Titans
- 1981 Conan the Barbarian
- 1981 Dragonslayer
- 1981 ''Raiders of the Lost Ark
- 1982 The Dark Crystal
- 1982 The Last Unicorn
- 1983 Star Wars: Episode VI: Return of the Jedi
- 1983 Zu Warriors of the Magic Mountain
- 1984 Conan the Destroyer
- 1984 Ghostbusters
- 1984 Gremlins
- 1984 Indiana Jones and the Temple of Doom
- 1984 The NeverEnding Story
- 1984 Splash
- 1985 Explorers
- 1985 Ladyhawke
- 1985 Legend
- 1985 Return to Oz
- 1986 Highlander
- 1986 King Kong Lives
- 1986 Labyrinth
- 1987 A Chinese Ghost Story
- 1987 The Witches of Eastwick
- 1988 Beetlejuice
- 1988 My Stepmother Is an Alien
- 1988 Willow
- 1989 Batman
- 1989 Indiana Jones and the Last Crusade

## 1990-2000
- 1990 Edward Scissorhands
- 1990 The NeverEnding Story II: The Next Chapter
- 1990 Swordsman
- 1990 The Witches
- 1991 The Addams Family
- 1991 Hook
- 1991 Swordsman II
- 1992 Aladdin
- 1992 Ferngully: The Last Rainforest
- 1992 Swordsman III
- 1993 The Bride with White Hair 1 + 2
- 1993 Hocus Pocus
- 1993 Last Action Hero
- 1993 White Snake, Green Snake
- 1994 Burning Paradise
- 1994 The Crow
- 1994 Deadly Melody
- 1994 The Lion King
- 1994 The Mask
- 1994 The Pagemaster
- 1995 Casper
- 1995 Lang Leve de Koningin
- 1995 Toy Story
- 1996 The Craft
- 1996 Dragonheart
- 1996 The Frighteners
- 1996 Matilda
- 1997 Batman & Robin
- 1997 The Borrowers
- 1997 The Ruby Ring
- 1998 Antz
- 1998 Merlin
- 1998 Practical Magic
- 1999 Asterix & Obelix tegen Caesar (aka Asterix and Obelix Take on Caesar)
- 1999 Being John Malkovich
- 1999 Dungeons & Dragons
- 1999 Fantasia 2000
- 1999 The Mummy
- 1999 Simon Magus
- 1999 Sleepy Hollow
- 1999 Star Wars: Episode I: The Phantom Menace
- 1999 Toy Story 2
- 1999 The 13th Warrior

## 2000-2010
- 2000 The 10th Kingdom
- 2000 Crouching Tiger, Hidden Dragon
- 2000 The Crow: Salvation
- 2000 Siworae
- 2000 Unbreakable
- 2000 X-Men
- 2001 Black Knight
- 2001 Donnie Darko
- 2001 Harry Potter en de Steen der Wijzen
- 2001 Lara Croft: Tomb Raider
- 2001 The Legend of Zu
- 2001 The Lord of the Rings: The Fellowship of the Ring
- 2001 The Mists of Avalon
- 2001 Monsters, Inc
- 2001 Shrek
- 2001 Voyage of the Unicorn
- 2002 Bloody Mallory
- 2002 Harry Potter en de Geheime Kamer
- 2002 The Lord of the Rings: The Two Towers
- 2002 Scooby-Doo
- 2002 The Scorpion King
- 2002 Spider-Man
- 2002 Star Wars: Episode II: Attack of the Clones
- 2003 Dr. Seuss' The Cat in the Hat
- 2003 Lara Croft Tomb Raider: The Cradle of Life
- 2003 The League of Extraordinary Gentlemen
- 2003 The Lord of the Rings: The Return of the King
- 2003 Peter Pan (2003)
- 2003 Pirates of the Caribbean: The Curse of the Black Pearl
- 2004 Harry Potter en de Gevangene van Azkaban
- 2004 De Pelikaanman
- 2004 Scooby-Doo 2: Monsters Unleashed
- 2004 Shrek 2
- 2004 Spider-Man 2
- 2004 Van Helsing
- 2005 Batman Begins
- 2005 Bewitched
- 2005 BloodRayne
- 2005 Charlie and the Chocolate Factory
- 2005 De Kronieken van Narnia: De leeuw, de heks en de kleerkast
- 2005 Final Fantasy VII: Advent Children
- 2005 Harry Potter en de Vuurbeker
- 2005 King Kong
- 2005 Nanny McPhee
- 2005 Constantine
- 2005 Star Wars: Episode III: Revenge of the Sith
- 2006 Ancanar
- 2006 Aquamarine
- 2006 Eragon
- 2006 Lady in the Water
- 2006 Minotaur
- 2006 Monster House
- 2006 My Super Ex-Girlfriend
- 2006 Pirates of the Caribbean: Dead Man's Chest
- 2006 Superman Returns
- 2006 X-Men: The Last Stand
- 2007 Wolfhound
- 2007 Harry Potter en de Orde van de Feniks
- 2007 Bridge to Terabithia
- 2007 Spider-Man 3
- 2007 De Kronieken van Narnia: Prins Caspian
- 2007 The Golden Compass
- 2007 Pirates of the Caribbean: At World's End
- 2007 Beowulf
- 2008 City of Ember
- 2008 Iron Man
- 2008 The Spiderwick Chronicles
- 2008 Twilight
- 2008 The Colour of Magic
- 2009 Harry Potter en de Halfbloed Prins
- 2009 The Twilight Saga: New Moon

## 2010-2020
- 2010 The Sorcerer's Apprentice
- 2010 Harry Potter en de Relieken van de Dood deel 1
- 2010 The Twilight Saga: Eclipse
- 2010 Going Postal
- 2010 Percy Jackson & the Olympians: The Lightning Thief
- 2010 Gulliver's Travels
- 2011 Harry Potter en de Relieken van de Dood deel 2
- 2011 The Twilight Saga: Breaking Dawn Part 1
- 2011 Beastly
- 2011 Red Riding Hood
- 2011 Your Highness
- 2012 The Twilight Saga: Breaking Dawn Part 2
- 2012 The Hobbit: An Unexpected Journey
- 2013 Percy Jackson: Sea of Monsters
- 2013 The Mortal Instruments: City of Bones
- 2013 The Wolverine
- 2013 Beautiful Creatures
- 2013 The Hobbit: The Desolation of Smaug
- 2014 Maleficent
- 2014 Guardians of the Galaxy
- 2014 The Hobbit: The Battle of the Five Armies
- 2015 The Age of Adaline
- 2015 Pan
- 2016 Pete's Dragon
- 2016 The BFG
- 2016 Fantastic Beasts and Where to Find Them
- 2016 Gods of Egypt
- 2016 The Huntsman: Winter's War
- 2016 Miss Peregrine's Home for Peculiar Children
- 2016 Warcraft
- 2017 King Arthur: Legend of the Sword
- 2017 The Shape of Water
- 2018 Fantastic Beasts: The Crimes of Grindelwald
- 2018 The House with a Clock in Its Walls
- 2018 The Nutcracker and the Four Realms
- 2019 The Kid Who Would Be King
- 2019 Maleficent: Mistress of Evil

## 2020-2024
- 2021 Ghostbusters: Afterlife
- 2021 Jungle Cruise
- 2022 Fantastic Beasts: The Secrets of Dumbledore
- 2022 The School for Good and Evil
- 2022 Fantastic Beasts: The Secrets of Dumbledore
- 2022 Three Thousand Years of Longing
- 2023 Dungeons & Dragons: Honor Among Thieves